# Salchipapa

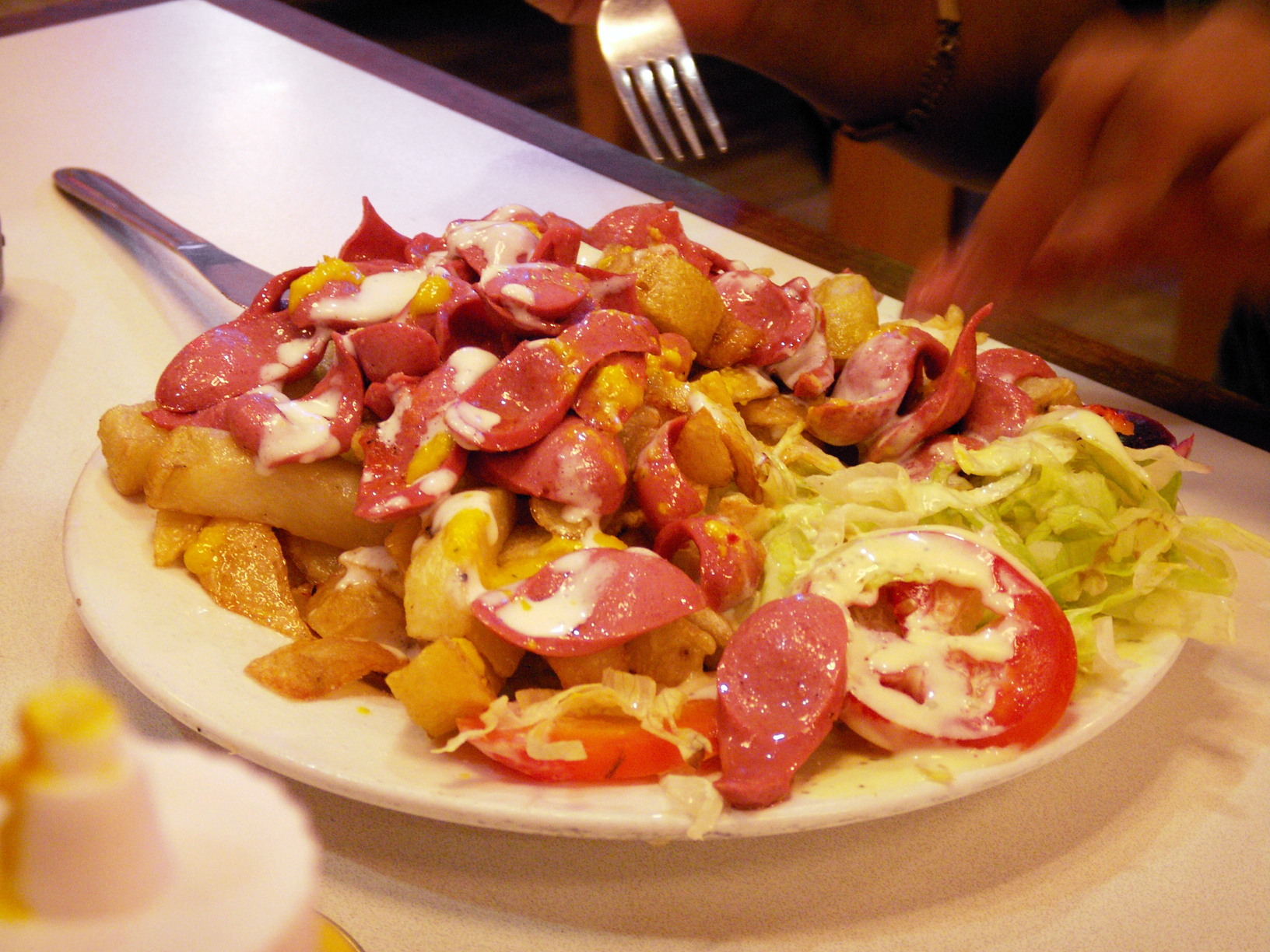
Salchipapa

La salchipapa è un piatto di fast food originario del Perù e molto comune in Colombia e in generale in America Latina.
Il nome è composto dalle parole spagnole salchicha (salsiccia, con riferimento al würstel) e papa (patata).
Il piatto è nato nelle strade di Lima, Perù nel 1939 e si è poi diffuso in altri paesi latinoamericani, come Colombia, Bolivia, Ecuador e Argentina, dove viene venduto per le strade e nei mercati. 
Il piatto è composto da patate fritte e hot dog. Le salse che accompagnano la salchipapa possono essere ketchup, maionese e senape[1].